# Камсинг, Сомрот
Сомрот Камсинг (тайск. สมรถ คำสิงห์; род. 24 сентября 1971, Кхонкэн) — тайский боксёр, представитель минимальной и наилегчайшей весовых категорий. Выступал за сборную Таиланда по боксу в середине 1990-х годов, чемпион Азии, чемпион Игр Юго-Восточной Азии, участник летних Олимпийских игр в Атланте, победитель и призёр многих турниров национального и международного значения. Старший брат Сомлука Камсинга.

## Биография
Сомрот Камсинг родился 24 сентября 1971 года в ампхе Муанг провинции Кхонкэн. Активно заниматься боксом начал с раннего детства по наставлению отца, позже служил в Военно-морских силах Таиланда и одновременно с этим продолжал тренировки. Начинал спортивную карьеру как боец муай-тай, выступал под псевдонимом Пимаран Ситхаран (тайск. พิมพ์อรัญ ศิษย์อรัญ), однако в конечном счёте решил перейти в любительский олимпийский бокс.
В 1993 году вошёл в состав тайской национальной сборной и выступил на Кубке мэра в Маниле, тем не менее, попасть здесь в число призёров не смог.
Первого серьёзного успеха на международном уровне добился в сезоне 1995 года, когда побывал на чемпионате Азии в Ташкенте и в зачёте минимальной весовой категории одолел всех своих соперников, в том числе взял верх над действующим чемпионом из Венесуэлы Мансуэто Веласко в финале, завоевав тем самым награду золотого достоинства. Помимо этого он одержал победу на домашних Играх Юго-Восточной Азии в Чиангмае, стал серебряным призёром Всемирных военных игр в Риме, победил на Кубке Акрополиса в Афинах.
Благодаря череде удачных выступлений Камсинг удостоился права защищать честь страны на летних Олимпийских играх 1996 года в Атланте. В зачёте весовой категории до 48 кг благополучно прошёл первых двоих соперников, турка Яшара Гиритли и румына Сабина Борнея, однако на стадии четвертьфиналов со счётом 6:18 потерпел поражение от представителя Болгарии Даниеля Петрова, который в итоге и стал победителем этих Игр.
После Олимпиады в США Сомрот Камсинг ещё в течение некоторого времени оставался в основном составе боксёрской команды Таиланда и продолжал принимать участие в крупнейших международных турнирах. Так, в 1997 году, поднявшись в наилегчайший вес, он выступил на Кубке короля в Бангкоке, стал серебряным призёром Кубка президента в Индонезии. Последний раз боксировал на международной арене в сезоне 1998 года, попал в число участников Кубка короля, но до призовых позиций не добрался. Вскоре по окончании этих соревнований принял решение завершить спортивную карьеру, уступив место в сборной молодым тайским боксёрам.
Впоследствии служил в полиции Таиланда, имел звание лейтенанта. Также осуществлял тренерскую деятельность, подготовил ряд талантливых боксёров-любителей.
Его младший брат Сомлук Камсинг является не менее известным боксёром — олимпийский чемпион, двукратный чемпион Азиатских игр, чемпион Игр Юго-Восточной Азии.